# Liste de peintures de Philip de László
Philip de László est un peintre hongrois connu pour ses portraits de personnages aristocratiques. Il devient sujet britannique en 1914.

## Œuvres
| Tableaux | Titre/sujet                                                                        | Année         | Lieu de conservation                                      |
| -------- | ---------------------------------------------------------------------------------- | ------------- | --------------------------------------------------------- |
|          | Marie-Louise de Bourbon-Parme, princesse de Bulgarie                               | 1894          | Collection particulière                                   |
|          | Bohuslav Chotek                                                                    | 1895          | Château d'Hinterglauchau                                  |
|          | Nach der Arbeit                                                                    | 1896          |                                                           |
|          | Albert Apponyi                                                                     | 1897          | Musée national hongrois                                   |
|          | Jenő Rákosi                                                                        | 1897          |                                                           |
|          | Victor II de Hohenlohe-Ratibor                                                     | 1898          |                                                           |
|          | Dame à la perle                                                                    | 1898          | Musée national de Varsovie                                |
|          | François-Joseph Ier d'Autriche                                                     | 1899          | Musée national hongrois                                   |
|          | Élisabeth de Wittelsbach                                                           | 1899          |                                                           |
|          | Marie Breunner-Enkevoith, duchesse de Ratibor                                      | 1899          |                                                           |
|          | Irma Schönborn-Buchheim, princesse de Fürstenberg                                  | 1899          | Collection Fürstenberg                                    |
|          | Maximilien-Egon II de Fürstenberg                                                  | 1899          | Collection Fürstenberg                                    |
|          | Maximilien-Egon II de Fürstenberg                                                  | 1899          |                                                           |
|          | Bernard III de Saxe-Meiningen                                                      | 1899          |                                                           |
|          | Charlotte de Prusse, princesse de Saxe-Meiningen                                   | 1899          |                                                           |
|          | Charlotte de Prusse, princesse de Saxe-Meiningen                                   | 1899          |                                                           |
|          | Augusta-Victoria de Schleswig-Holstein, impératrice d'Allemagne et reine de Prusse | 1899          |                                                           |
|          | Catherine d'Erlanger                                                               | 1899          | Messum's Fine Art                                         |
|          | Mariano Rampolla del Tindaro                                                       | 1900          | Galerie nationale hongroise                               |
|          | Léon XIII                                                                          | 1900          | Galerie nationale hongroise                               |
|          | Marie-Thérèse de Bourbon-Siciles, princesse de Hohenzollern-Sigmaringen            | 1900          | Château de Sigmaringen                                    |
|          | Prince Jean-Henri XI, Duc de Pless                                                 | 1900          | Musée de Château de Pszczyna (pl)                         |
|          | Princesse Mathilde, Duchesse de Pless                                              | 1900          | Collection particulière                                   |
|          | Alice Barbi, baronne Wolff von Stomersee                                           | 1901          |                                                           |
|          | Max Feilchenfeld                                                                   | 1902          |                                                           |
|          | Marguerite de Rothschild, duchesse de Gramont                                      | 1902          |                                                           |
|          | Corisande de Gramont, marquise de Noailles                                         | 1902          |                                                           |
|          | Élisabeth de Gramont, duchesse de Clermont-Tonnerre                                | 1902          | Château de Pau                                            |
|          | Agénor de Gramont                                                                  | 1902          |                                                           |
|          | Armand de Gramont                                                                  | 1902          | Collection particulière                                   |
|          | Marie-Christine d'Autriche-Teschen, princesse de Salm-Salm                         | 1902          | Musée Wasserburg Anholt                                   |
|          | Élisabeth de Habsbourg-Lorraine, princesse héritière de Liechtenstein              | 1903          | Collection des princes de Liechtenstein, château de Vaduz |
|          | Carl von Morawitz                                                                  | 1904          |                                                           |
|          | Heinrich Larisch-Moennich                                                          | 1905          |                                                           |
|          | Ernö Zichy                                                                         | 1905          | Collection particulière                                   |
|          | Heinrich Larisch-Moennich                                                          | 1905          |                                                           |
|          | Portrait de ma bien-aimée                                                          | 1905          | Galerie nationale d'Art moderne et contemporain de Rome   |
|          | Dorothée de Talleyrand-Périgord, comtesse de Castellane                            | 1905          | Colection particulière                                    |
|          | Élaine Greffulhe, duchesse de Guiche                                               | 1905          |                                                           |
|          | Élisabeth de Riquet de Caraman-Chimay, comtesse Greffulhe                          | 1905          |                                                           |
|          | Marie de Fürstenberg                                                               | 1906          |                                                           |
|          | Élisabeth-Marie d'Autriche, princesse de Windisch-Graetz                           | 1906          |                                                           |
|          | Edgar Spiegl von Thurnsee                                                          | 1906          | Collection particulière                                   |
|          | Leopold Berchtold                                                                  | 1906          |                                                           |
|          | Adolf Ritter von Schenk                                                            | 1906          | Banque d'Autriche                                         |
|          | Albert von Mensdorff-Pouilly-Dietrichstein                                         | 1907          | National Portrait Gallery                                 |
|          | Édouard VII du Royaume-Uni                                                         | 1907          |                                                           |
|          | Alexandra de Danemark                                                              | 1907          |                                                           |
|          | Victoria Alexandra du Royaume-Uni                                                  | 1907          |                                                           |
|          | Alfred East                                                                        | 1907          |                                                           |
|          | Louise de Battenberg                                                               | 1907          |                                                           |
|          | Alice de Battenberg, princesse de Grèce et de Danemark                             | 1907          | Collection de Philip Mountbatten                          |
|          | Antónia de Portugal, princesse de Hohenzollern-Sigmaringen                         | 1907          |                                                           |
|          | Éléonore de Solms-Hohensolms-Lich, grande-duchesse de Hesse-Darmstadt              | 1907          | Fondation Hessischer Jägerhof                             |
|          | Victoria-Louise de Prusse                                                          | 1907          |                                                           |
|          | Augusta-Victoria de Schleswig-Holstein, impératrice d'Allemagne et reine de Prusse | 1908          |                                                           |
|          | Cécilie de Mecklembourg-Schwerin, princesse héritière d'Allemagne et de Prusse     | 1908          |                                                           |
|          | Guillaume II d'Allemagne                                                           | 1908          |                                                           |
|          | Marga et Dorothée Schröder                                                         | 1908          |                                                           |
|          | Julia Branicka                                                                     | 1909          |                                                           |
|          | Margot Asquith                                                                     | 1909          | Parliamentary Art Collection                              |
|          | Louis de Battenberg                                                                | 1909          |                                                           |
|          | Louis de Battenberg                                                                | 1910          |                                                           |
|          | Marie-Christine d'Autriche, reine douairière d'Espagne                             | 1910          |                                                           |
|          | Vita Sackville-West                                                                | 1910          |                                                           |
|          | Harriet Jones-Loyd, Lady Wantage                                                   | 1911          |                                                           |
|          | Harriet Jones-Loyd, Lady Wantage                                                   | 1911          | Collection particulière                                   |
|          | Autoportrait                                                                       | 1911          |                                                           |
|          | Béatrice du Royaume-Uni, princesse de Battenberg                                   | 1912          |                                                           |
|          | Emilie de Riquet de Caraman-Chimay, comtesse Dénes Széchényi                       | 1912          |                                                           |
|          | Winifred Anna Dallas-York, duchesse de Portland                                    | 1912          |                                                           |
|          | Winifred Anna Dallas-York, duchesse de Portland                                    | 1912          |                                                           |
|          | Mary Louise Hamilton, duchesse de Montrose                                         | 1912          | Château de Brodick                                        |
|          | Victoire-Eugénie de Battenberg, reine d'Espagne                                    | 1912          |                                                           |
|          | George Curzon                                                                      | 1913          |                                                           |
|          | Alfons Mumm von Schwarzenstein                                                     | 1913          |                                                           |
|          | Comtesse Colloredo-Mannsfeld                                                       | 1913          |                                                           |
|          | Gyula Forster de Pusztakér                                                         | 1913          |                                                           |
|          | Anna Bibesco, comtesse de Noailles                                                 | 1913          | Musée d'Orsay                                             |
|          | Vicomtesse de Fontenay                                                             | 1913          |                                                           |
|          | Eileen Butler, duchesse de Sutherland                                              | 1913          | Château de Dunrobin                                       |
|          | Edith Chaplin, marquise de Londonderry, avec son lévrier favori                    | 1913          | Mount Stewart                                             |
|          | André de Grèce                                                                     | 1913          | Collection de Philip Mountbatten                          |
|          | Cécile de Grèce                                                                    | 1914          |                                                           |
|          | Hélène Vladimirovna de Russe, princesse de Grèce et de Danemark                    | 1914          |                                                           |
|          | Hélène Vladimirovna de Russe, princesse de Grèce et de Danemark                    | 1914          |                                                           |
|          | Olga Constantinovna de Russie, reine douairière de Grèce                           | 1914          | Collection particulière                                   |
|          | Constantin Ier de Grèce                                                            | 1914          |                                                           |
|          | Georges II de Grèce                                                                | 1914          |                                                           |
|          | Louis de Battenberg                                                                | 1914          |                                                           |
|          | Richard Crewe-Milnes, comte de Madeley                                             | 1914          |                                                           |
|          | Rózsika Edle von Wertheimstein, Mme Charles Rothschild                             | 1914          | The Rothschild Archive                                    |
|          | Johanna Laub, la mère de l'artiste                                                 | 1914          |                                                           |
|          | Lucy Guinness, la femme de l'artiste                                               | 1915          |                                                           |
|          | Nina Georgievna de Russie                                                          | 1915          |                                                           |
|          | Xenia Georgievna de Russie                                                         | 1915          |                                                           |
|          | Nancy Stewart                                                                      | 1915          |                                                           |
|          | Augusta-Victoria de Hohenzollern, reine titulaire de Portugal                      | 1915          | Collection Hohenzollern                                   |
|          | Ivy Gordon-Lennox                                                                  | 1915          |                                                           |
|          | Gwladys Wilson, vicomtesse Chaplin                                                 | 1915          |                                                           |
|          | Mme George Owen Sandys                                                             | 1915          |                                                           |
|          | Louise du Royaume-Uni, duchesse d'Argyll                                           | 1915          |                                                           |
|          | Aylmer Hunter-Weston                                                               | 1916          |                                                           |
|          | Grace Elvina Hinds                                                                 | 1916          | Kedleston Hall                                            |
|          | Rachel Cavendish                                                                   | 1917          |                                                           |
|          | Marie Evelyn Moreton, vicomtesse Byng de Vimy                                      | 1917          |                                                           |
|          | William Pulteney                                                                   | 1917          | National Portrait Gallery                                 |
|          | Le fils de l'artiste                                                               | 1917          |                                                           |
|          | Autoportrait en famille                                                            | 1918          |                                                           |
|          | Edith Chaplin, marquise de Londonderry                                             | 1918          |                                                           |
|          | Madame Lechat-Wittouck                                                             | 1919          | Musées royaux des Beaux-Arts de Belgique                  |
|          | Christophe de Grèce                                                                | 1919          | Collection de Michel de Grèce                             |
|          | Xenia Georgievna de Russie                                                         | 1920          |                                                           |
|          | Henry Petty-Fitzmaurice                                                            | 1920          |                                                           |
|          | Muriel Forbes-Sempill, Mme Wilfrid Ashley                                          | 1920          | Collection particulière                                   |
|          | Édith Eustis, Mme John Loudon                                                      | 1920          | Collection particulière                                   |
|          | Ellen G. Bassel, Mme John W. Davis                                                 | 1920          |                                                           |
|          | Winnie Melville, Mme Derek Oldham                                                  | 1920          |                                                           |
|          | Austen Chamberlain                                                                 | 1920          |                                                           |
|          | Victoire-Eugénie de Battenberg, reine d'Espagne                                    | 1920          |                                                           |
|          | Marie Bonaparte, princesse de Grèce et de Danemark                                 | 1921          |                                                           |
|          | William Richards Castle Jr.                                                        | 1921          | Collection particulière                                   |
|          | Bertha Phillpotts                                                                  | 1921          | Queen Mary University of London                           |
|          | Gladys Moore Vanderbilt, comtesse Laszlo Szechenyi                                 | 1921          | The Breakers                                              |
|          | Maria Ruspoli, duchesse de Gramont                                                 | 1922          |                                                           |
|          | Lilian Wellesley, marquise de Douro                                                | 1922          |                                                           |
|          | Olga de Grèce                                                                      | 1922          |                                                           |
|          | Alice de Battenberg, princesse de Grèce et de Danemark                             | 1922          | Collection de Philip Mountbatten                          |
|          | John Maffey                                                                        | 1923          | National Portrait Gallery                                 |
|          | Melissa Dodge Pratt, Mme Robert Livingston Fryer                                   | 1923          |                                                           |
|          | Edwina Ashley                                                                      | 1923          | Collection particulière                                   |
|          | Victoria de Hesse-Darmstadt, marquise de Milford Haven                             | 1923          |                                                           |
|          | Marie de Saxe-Cobourg-Gotha, reine de Roumanie                                     | 1924          | Château de Peleș                                          |
|          | Frances Spencer-Churchill, Lady Gresley                                            | 1924          |                                                           |
|          | Edith Merandon du Plessis, Mme Dresselhuys                                         | 1924          |                                                           |
|          | Edwina Ashley, comtesse Mountbatten de Birmanie                                    | 1924          |                                                           |
|          | George Mountbatten                                                                 | 1924          |                                                           |
|          | Robert Gresley                                                                     | 1924          |                                                           |
|          | Mme John Walter                                                                    | 1924          |                                                           |
|          | Élisabeth de Roumanie, reine de Grèce                                              | 1924          |                                                           |
|          | Élisabeth de Roumanie, reine titulaire de Grèce                                    | 1925          |                                                           |
|          | Hélène de Grèce, princesse héritière de Roumanie                                   | 1925          | Private                                                   |
|          | Louis Mountbatten                                                                  | 1925          |                                                           |
|          | Lady Alastair Graham                                                               | 1925          |                                                           |
|          | Clarice de Rothschild                                                              | 1925          | Musée des Beaux-Arts de Boston                            |
|          | Elizabeth Bowes-Lyon, duchesse d'York                                              | 1925          |                                                           |
|          | Béatrice du Royaume-Uni, princesse de Battenberg                                   | 1926          |                                                           |
|          | Henry Birchenough                                                                  | 1926          |                                                           |
|          | Rufus Isaacs                                                                       | 1926          | Collection particulière                                   |
|          | Ailsa Mellon                                                                       | 1926          | National Gallery of Art                                   |
|          | Andrew Mellon                                                                      | 1926          | Département du Trésor des États-Unis                      |
|          | Calvin Coolidge                                                                    | 1926          | President Calvin Coolidge State Historical Site           |
|          | Grace Coolidge                                                                     | 1926          | Université du Vermont                                     |
|          | Antonine Marie de Mun, duchesse douairière d'Ursel                                 | 1926          |                                                           |
|          | Edith Chaplin, marquise de Londonderry                                             | 1927          |                                                           |
|          | Elinor Glyn                                                                        | 1927          |                                                           |
|          | Alphonse XIII d'Espagne                                                            | 1927          | Musée National centre d'art Reina Sofía                   |
|          | Victoire-Eugénie de Battenberg, reine d'Espagne                                    | 1927          |                                                           |
|          | Gonzalve d'Espagne                                                                 | 1927          |                                                           |
|          | Juan d'Espagne                                                                     | 1927          |                                                           |
|          | Alphonse d'Espagne                                                                 | 1927          | Palais royal de Madrid                                    |
|          | Alphonse d'Espagne                                                                 | 1927          |                                                           |
|          | Jacques-Henri d'Espagne                                                            | 1927          |                                                           |
|          | Béatrice d'Espagne                                                                 | 1927          | Patrimoine national                                       |
|          | Béatrice d'Espagne                                                                 | 1927          |                                                           |
|          | Marie-Christine d'Espagne                                                          | 1927          |                                                           |
|          | Miklós Horthy                                                                      | 1927          |                                                           |
|          | Marguerite de Grèce                                                                | 1928          |                                                           |
|          | Richard Haldane                                                                    | 1928          | National Portrait Gallery                                 |
|          | Charlotte de Monaco                                                                | 1928          | Palais de Monaco                                          |
|          | Louis II de Monaco                                                                 | 1928          | Palais de Monaco                                          |
|          | Humbert d'Italie                                                                   | 1928          |                                                           |
|          | Théodora de Grèce                                                                  | 1928          |                                                           |
|          | Mme Bridgeman et sa fille                                                          | 1928          |                                                           |
|          | Mme Edmund Buchanan                                                                | 1928          |                                                           |
|          | Jenő Rákosi                                                                        | 1928          |                                                           |
|          | Mary Bowes-Lyon, Lady Elphinstone                                                  | 1929          | Collection particulière                                   |
|          | Alice d'Albany, comtesse d'Athlone                                                 | 1929          |                                                           |
|          | Albert Apponyi                                                                     | 1930          |                                                           |
|          | Arthur Balfour                                                                     | 1931          |                                                           |
|          | Anita Strawbridge, Mme Gosvenor                                                    | 1931          | The Elms                                                  |
|          | Helen Beatrice Myfanwy Hughes                                                      | 1931          |                                                           |
|          | Oonagh Guinness, Mme Philip Leyland Kindersley                                     | 1931          |                                                           |
|          | Irène de Grèce, duchesse d'Aoste                                                   | 1931          |                                                           |
|          | Claude Bowes-Lyon                                                                  | 1931          |                                                           |
|          | Cecilia Nina Cavendish-Bentinck, comtesse de Strathmore et de Kinghorne            | 1931          |                                                           |
|          | Elizabeth Bowes-Lyon, duchesse d'York                                              | 1931          |                                                           |
|          | Elizabeth Bowes-Lyon, duchesse d'York                                              | 1931          |                                                           |
|          | Le duc d'York                                                                      | 1931          |                                                           |
|          | Alice d'Albany, comtesse d'Athlone                                                 | 1932          |                                                           |
|          | Virginia Heckscher McFadden                                                        | 1932          |                                                           |
|          | Elisabeth Severance Prentiss                                                       | 1932          | Allen Memorial Art Museum                                 |
|          | Charles Robert Grey                                                                | 1932          |                                                           |
|          | Cosmo Lang                                                                         | 1932          |                                                           |
|          | Margaret Eustis Finley                                                             | 1932          |                                                           |
|          | Cosmo Lang                                                                         | 1933          |                                                           |
|          | Julian Byng                                                                        | 1933          |                                                           |
|          | Olive Thring                                                                       | 1933          |                                                           |
|          | Elizabeth G. de Hirsch                                                             | 1933          | Musée national des Beaux-Arts d'Argentine                 |
|          | Élisabeth d'York                                                                   | 1933          |                                                           |
|          | Mabell Gore, comtesse d'Airlie                                                     | 1933          | McManus Galleries                                         |
|          | Myrtle Johnson et Virginia Leigh                                                   | 1933          | Collection particulière                                   |
|          | Irene Denison, marquise de Carisbrooke                                             | 1934          |                                                           |
|          | William Temple                                                                     | 1934          |                                                           |
|          | George de Kent                                                                     | 1934          |                                                           |
|          | Marina de Grèce, duchesse de Kent                                                  | 1934          |                                                           |
|          | Marina de Grèce, duchesse de Kent                                                  | 1934          |                                                           |
|          | Marina de Grèce, duchesse de Kent                                                  | 1934          |                                                           |
|          | Hélène Charlotte de Berquely-Richards, Mme Kirwan-Taylor                           | 1935          | Collection particulière                                   |
|          | George Henry Falkiner Nuttall                                                      | 1935          | Magdalene College, Université de Cambridge                |
|          | Marie de Saxe-Cobourg-Gotha, reine douairière de Roumanie                          | 1936          | Musée national d'Art de Roumanie                          |
|          | Marie de Saxe-Cobourg-Gotha, reine douairière de Roumanie                          | 1936          |                                                           |
|          | Carol II de Roumanie                                                               | 1936          |                                                           |
|          | Ferdinand Ier de Roumanie                                                          | 1936          |                                                           |
|          | Michel Ier de Roumanie                                                             | 1936          |                                                           |
|          | Arthur de Connaught et Strathearn                                                  | 1937          |                                                           |
|          | Cosmo Lang                                                                         | 1937          |                                                           |
|          | Cécile Rankin                                                                      | 1937          |                                                           |
|          | Aline Lefebvre, Lady White Todd                                                    | date inconnue |                                                           |
|          | Anastasia de Torby                                                                 | date inconnue |                                                           |